# 城門
城門（じょうもん）とは、城郭、城壁の門をいう。

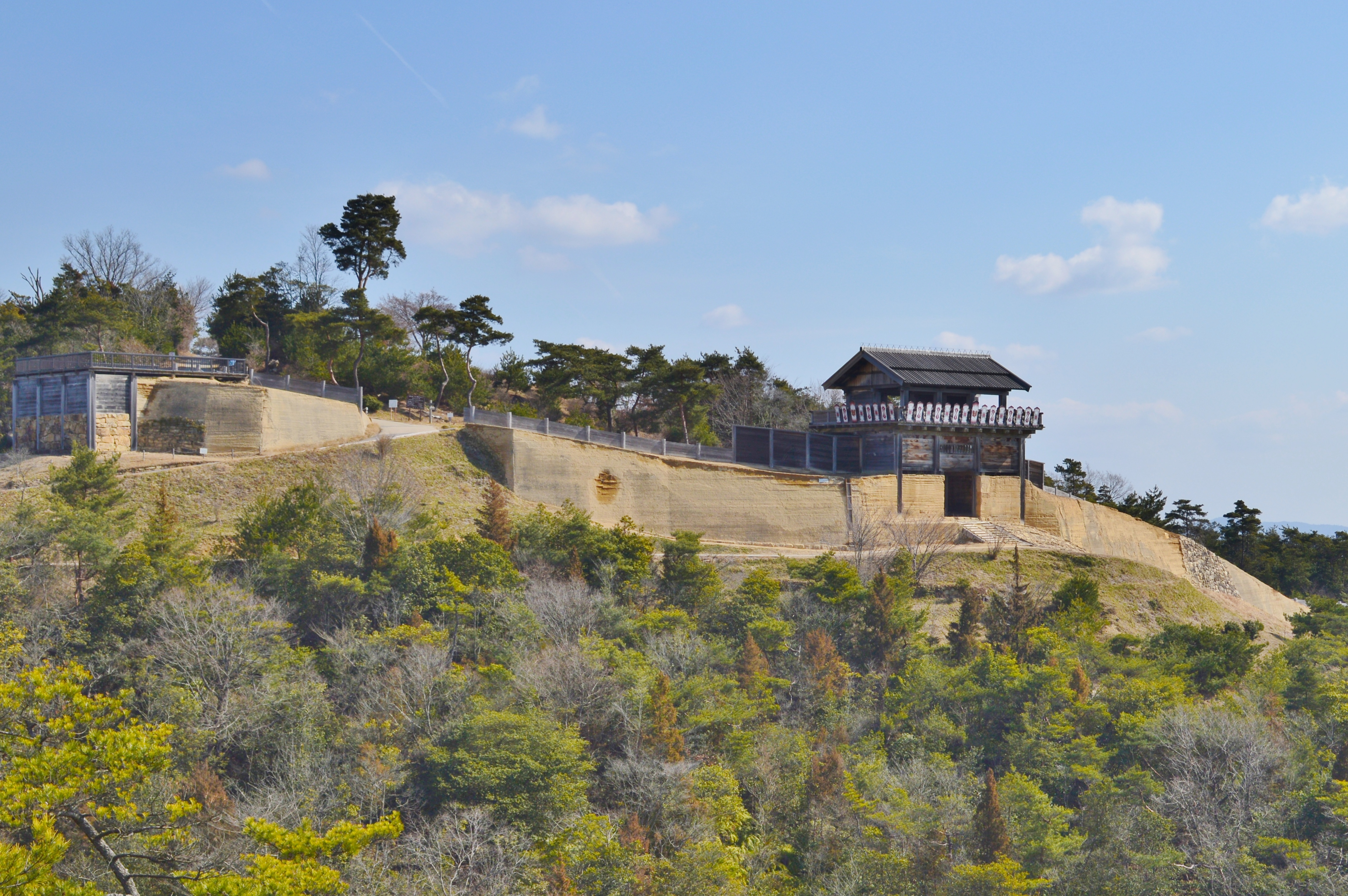
鬼ノ城　西門（復元）

## 東アジア

### 日本

#### 古代

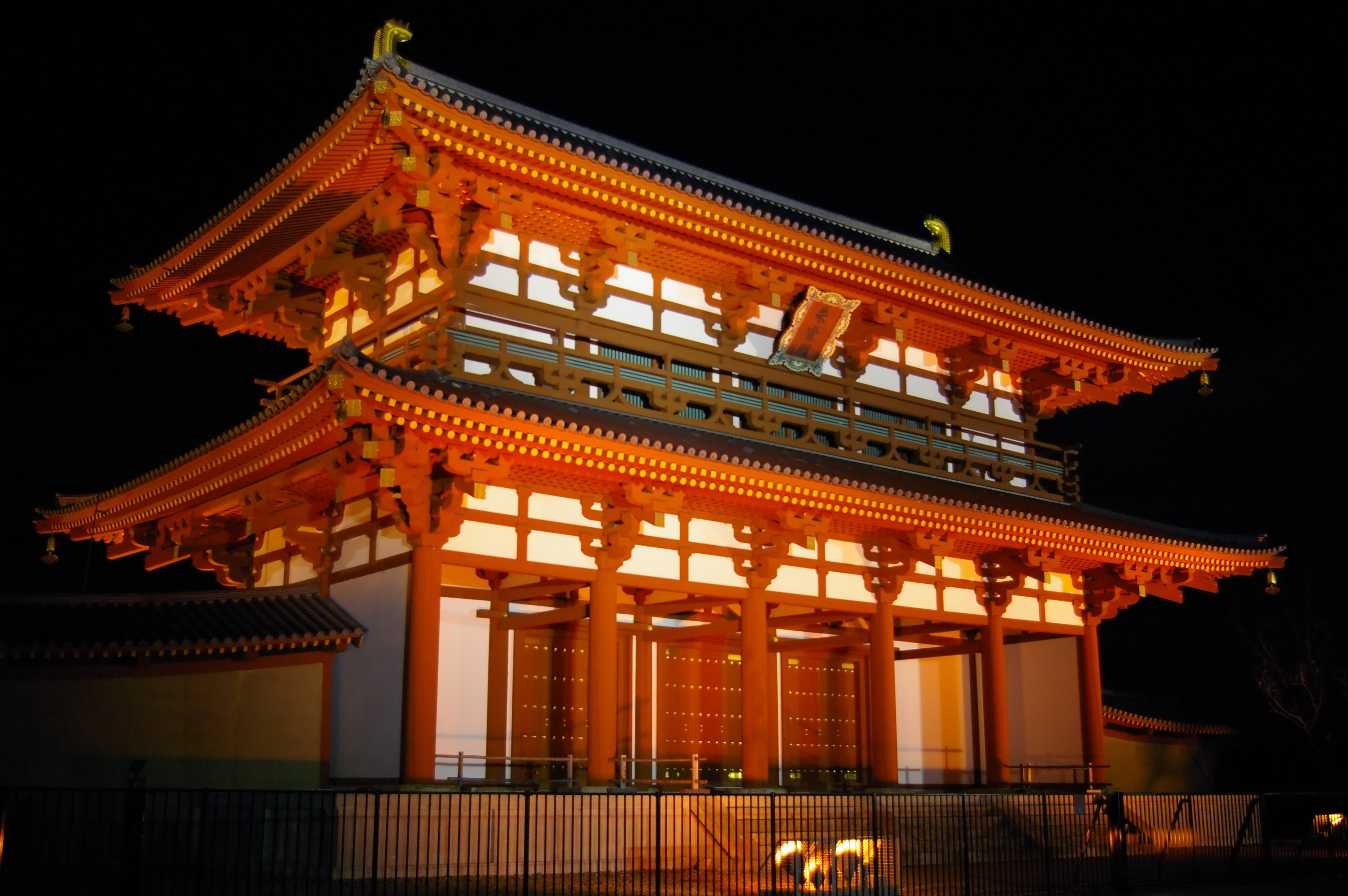
復元された朱雀門（平城宮）

古代には中国の都城制に倣い、平城京、平安京といった都市には城門が建設されていた。それが羅城門である。羅城とは外郭のことをいうが、古代都市の羅城門は大陸に見られるような長大な城壁に備え付けられたものではなく、むしろ門だけが孤立しており、両翼に数十メートル程度の築地塀が接続しているに過ぎなかったと考えられている。これは異民族侵入が少ない日本特有のものであり、羅城門自体に都市防衛拠点としての意味はなかったと考えられている。（→羅城門）

#### 中世・近世

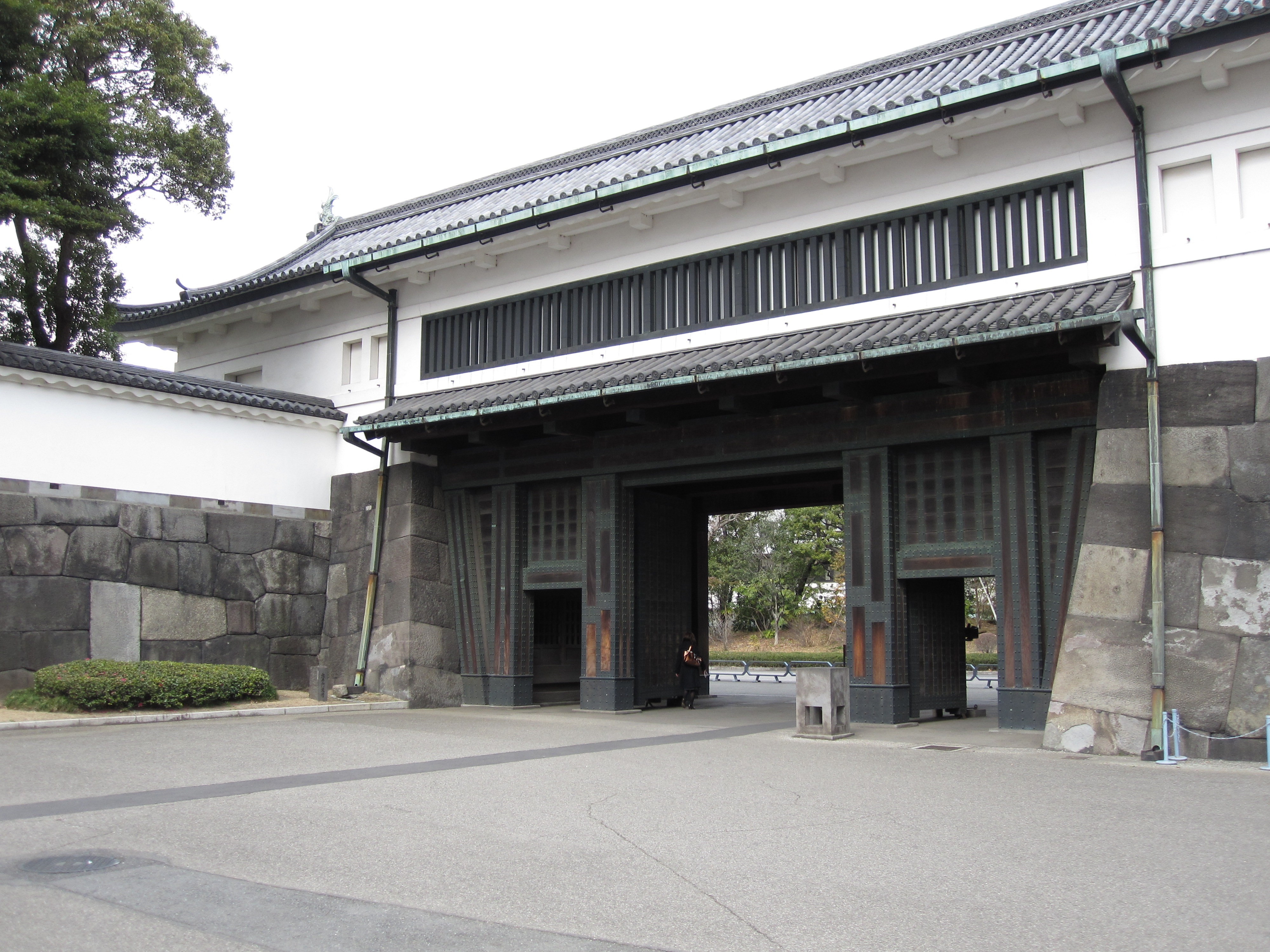
江戸城（皇居）の大手門

律令制崩壊に従い古代都城が姿を消していき、新たに軍事拠点として中世山城が姿を現す。
日本の城郭は大陸に見られるような高さ数十メートルに及ぶような城壁は持たず、高さ数メートルほどの土塁や石垣に築地塀や土塀をかけただけであったので、城門についても中国の甕城や西洋の門塔のような石造の堅固な設備を備えてはいなかった。一方で山がちな地形や自然の河川に配慮した地取りを行い、堀や曲輪の配置を複雑にすることで城郭全体の防御力を高める方策を採った。その出入り口は「こぐち」と呼ばれた。虎口、小口とも書き、その名通り出入口を狭めたり、入り組ませることで寄せ手の侵入を阻むものであった。
城門は城内にいくつも建てられたが、それは単に曲輪と曲輪を隔てるだけの役割ではなく、寄せ手が直進できないように、場合によっては迷路のように配置をすることで、主郭、本丸へたどり着くことを困難にし、城郭の軍事的な価値を左右する意味を持っていた。防備厳重な門を備えた、城郭の正面口である大手虎口の門を特に「大手門・追手門（おおてもん）」といい、その裏口にあたる搦手口の門を「搦手門（からめてもん）」といった。また、巨大な大門になるとの番所や横に脇門や脇戸と呼ばれる門が設けられたり、門扉に潜り戸が設けられることもある。
明治維新に至るまで、城門の構造に変化は現れず、幕末に稜堡式城郭や近代軍制が導入されるにいたり、日本独自の城門はその歴史に幕を下ろした。城郭の表門であった大手門の跡は現在でも地名にその名を残すところが多く見られる。

### 構造

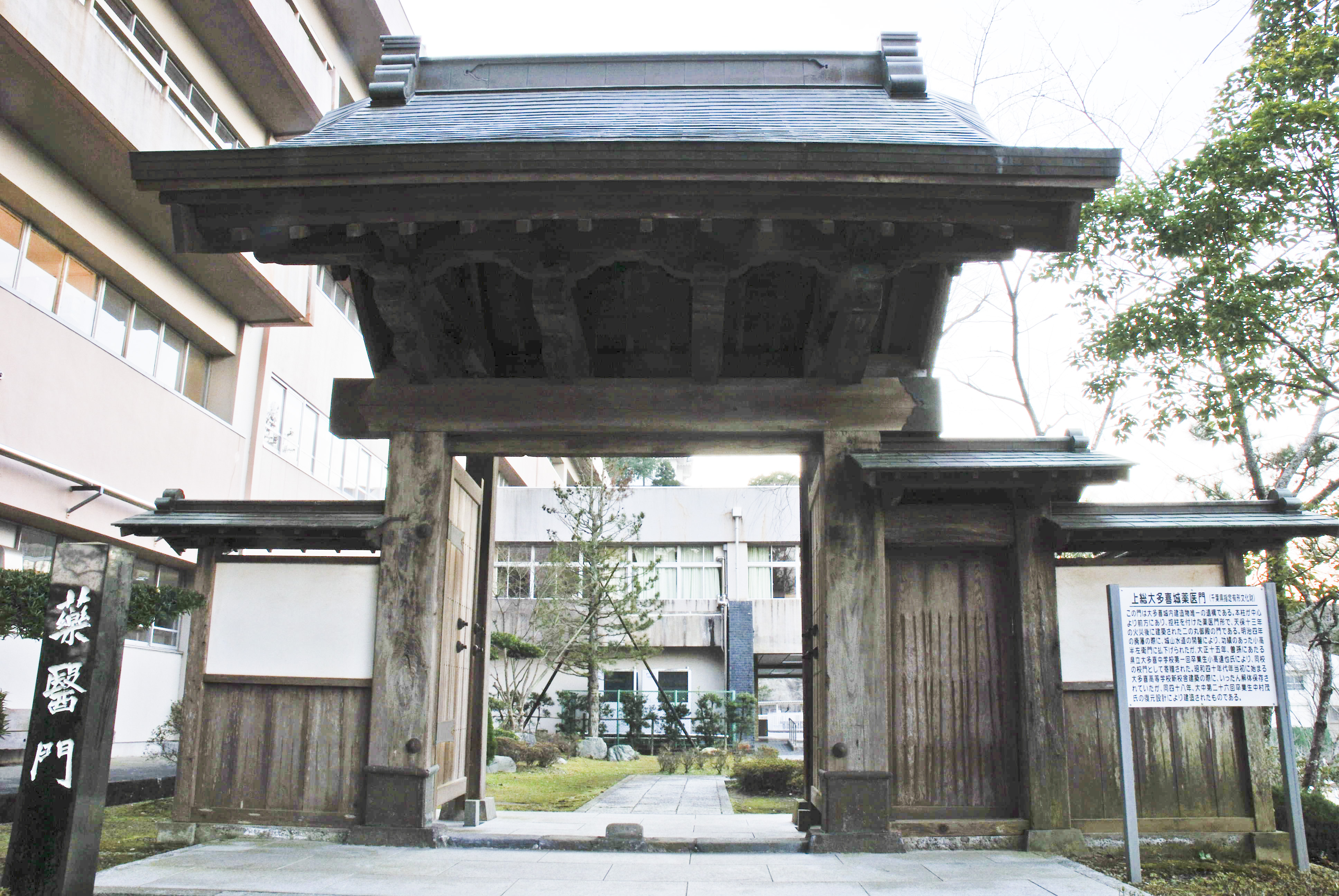
薬医門　大多喜城

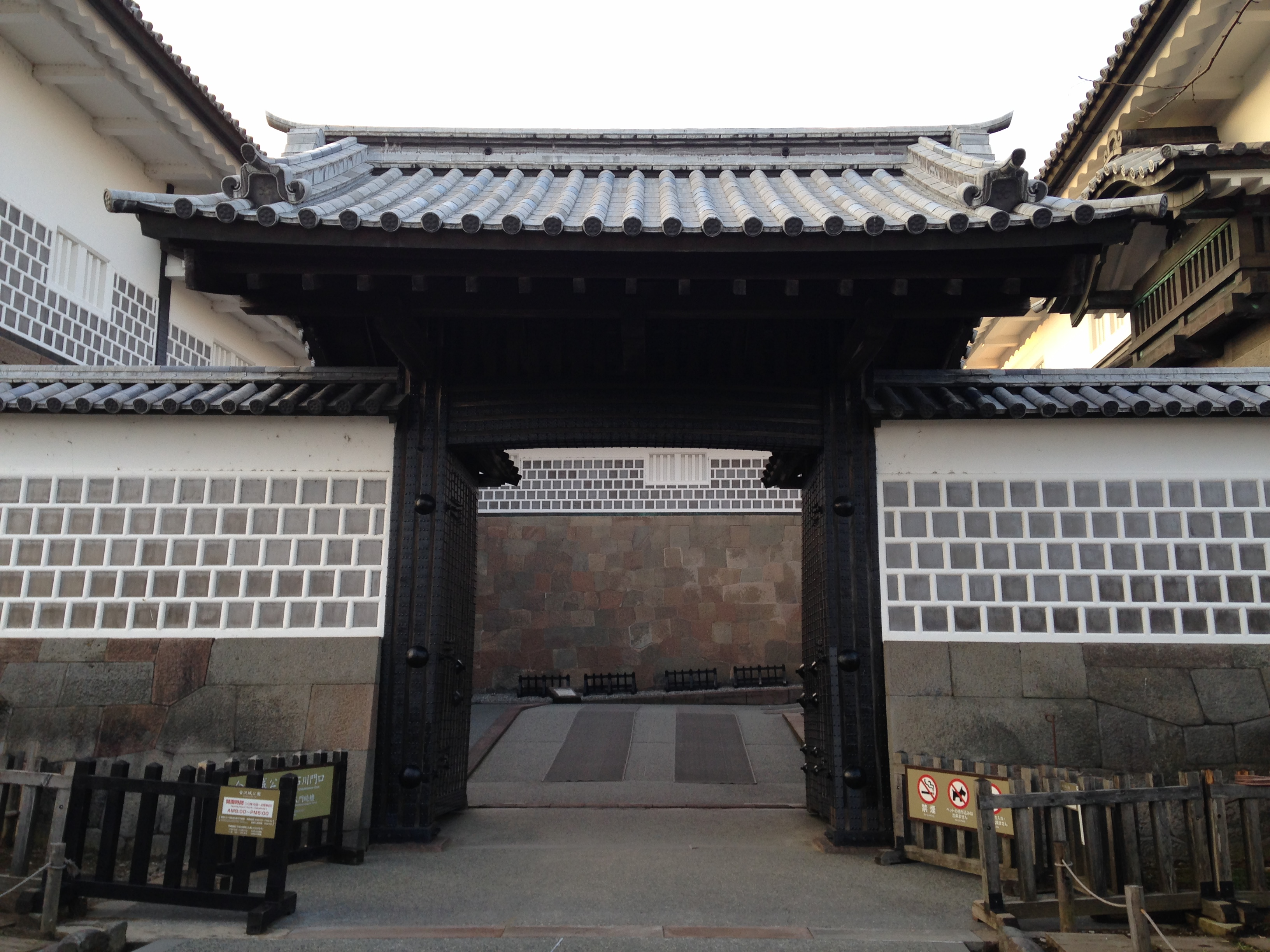
高麗門　金沢城

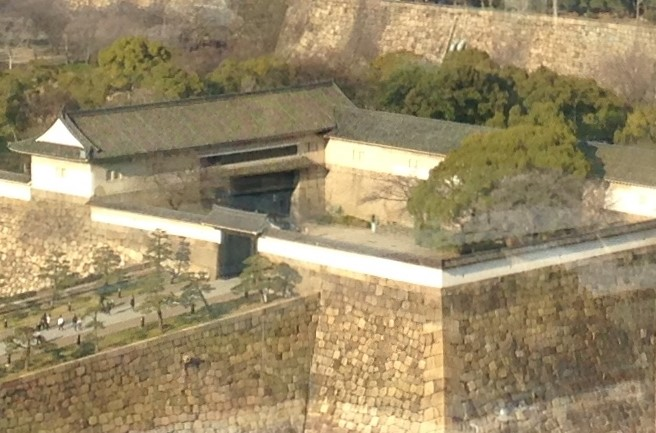
枡形門　大阪城

中世以降の城における城門は、鏡柱、冠木（貫）、控柱、扉を組んだもので、これは上部の構造や細部を除けば近世城郭の城門でも同じように造られた。戦国期には、それまで中世の城郭に見られた簡易な掘立建物であったものが、礎石の上に恒久的に建てられるようになる。また重要とされる門の扉も板や桟を幾重に貼り付けて分厚く、さらにその上に金属の板を貼る（黒鉄門、銅門、筋鉄門）など頑丈に造られた。
冠木門（かぶきもん）
鏡柱に冠木を渡しただけの簡素な門。防御としては実用的でなかったため主に仕切りとして用いられた。
薬医門（やくいもん）
鏡柱と後方の控柱で大きな屋根を支える。寺の山門にもよく見られる形式。
高麗門（こうらいもん）
文禄・慶長の役（朝鮮出兵）以後に普及した門。屋根が小さく控柱にも個別に屋根がある。
櫓門（やぐらもん）
上部に櫓を載せた門。「二階門」という。もとは、『一遍上人絵伝』（鎌倉時代）に描かれた門のように、門の上に板で囲った台と櫓を載せたものであったと考えられている。（詳細は櫓門を参照のこと。）
枡形門（ますがたもん）
名古屋城や徳川大坂城に見られるような高麗門と櫓門などを組み合わせ防御力を高めた門。

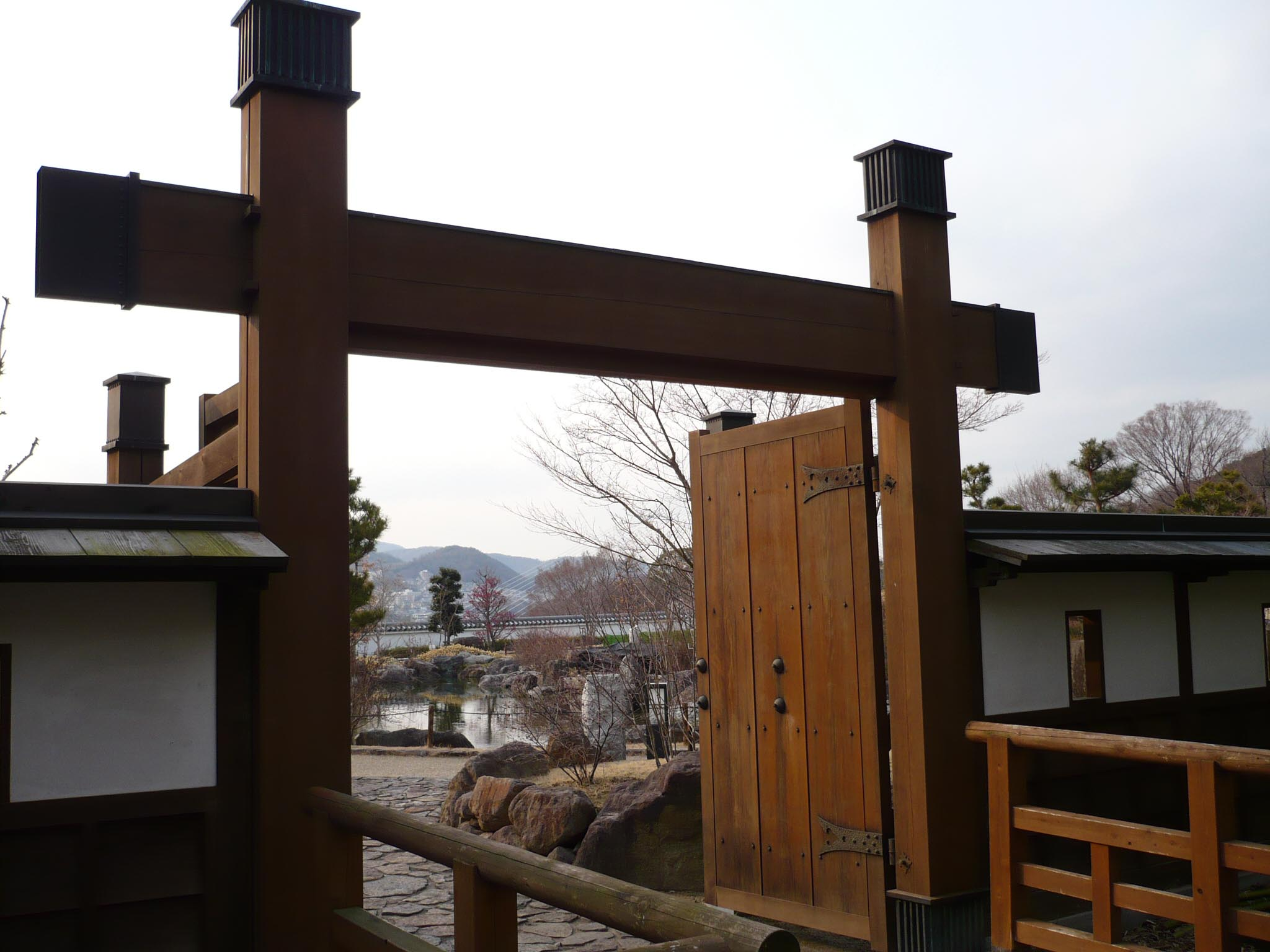
冠木門（池田城）
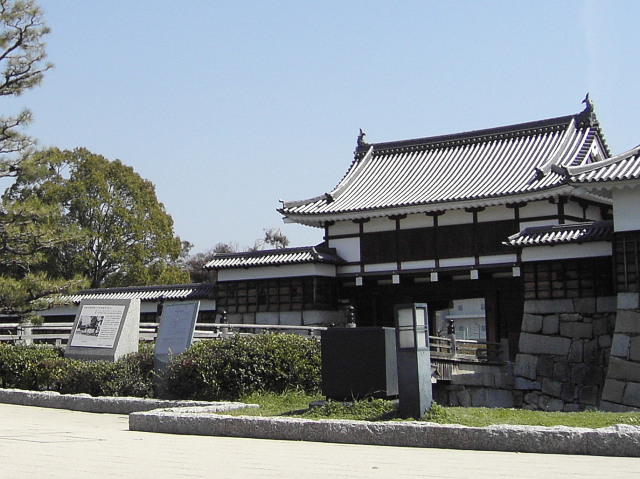
櫓門　広島城

### 中国・韓国

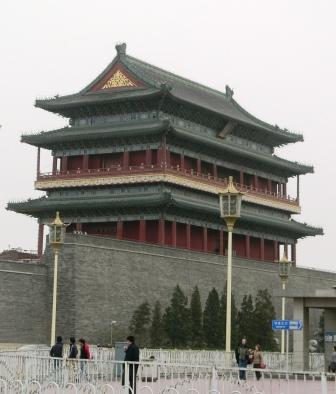
北京正陽門

古代中国では都城制が発達し、東西南北の城壁に城門が設けられていた。2008年には漢代の長安、直城門の発掘調査が行われ、黄土をつき固めた版築工法によって作られた長さ20メートル、幅32メートルの城門であったことが判った。張衡の「西京賦」にあるとおり、長安城には東西南北に3門ずつ設けられ、それぞれの門が3つの門道を持ち、計36の門道があった。門道は幅約8mで当時の車幅4台分に相当していた。門道の両脇には木製の門柱が立てられ、梁を組んで上部の版築と門楼を支えていたという。
門楼奥（もんろうおく）に中庭を囲み、中心軸上に左右対称に配される。
唐代長安城の皇城へと続いていた含光門の遺跡では、長さ37メートル、幅19メートル、高さ8メートルの版築構造であったことが判明している。版築は城壁、城門だけでなく建物の土台や土塀などに古くから使われていたが、表面を磚（煉瓦）や土磚（日干し煉瓦）、石材で覆う工法も漢代には一般化しており、明代に入り煉瓦の生産量が増加すると、城門や城壁に広く利用された。版築を煉瓦や石材で覆う工法は、中国の支配領域が南方の多雨高湿な地域にまで広がったことと関係があるという見方もある。明代の西安城壁は規模こそ唐代の9分の1となったが、高さは12メートル、厚みは20メートル近くで、全体が石と煉瓦で覆われている。城門は半円形の小郭である甕城（おうじょう）を備え、闕楼・箭楼・正楼からなる三重の門楼を設け、門道はアーチ工法によるトンネルとなっている。
城門は都市城壁の急所であり、特に壁を厚く高くして、箭楼や甕城により防備を固めた。一方の寄せ手は破城槌や攻城櫓などを使って門楼や城門を攻撃した（→攻城戦）。近代にいたり中国が清朝の支配に入ってからも、城壁と城門の重要性は引き継がれ、北京城では外城7門、内城9門、皇城には4門が設けられた。内城の正門である正陽門は皇帝専用の城門としてその威容を誇り、皇城には天安門、地安門、東安門、西安門の4門が設けられたが現存しているのは天安門だけである。

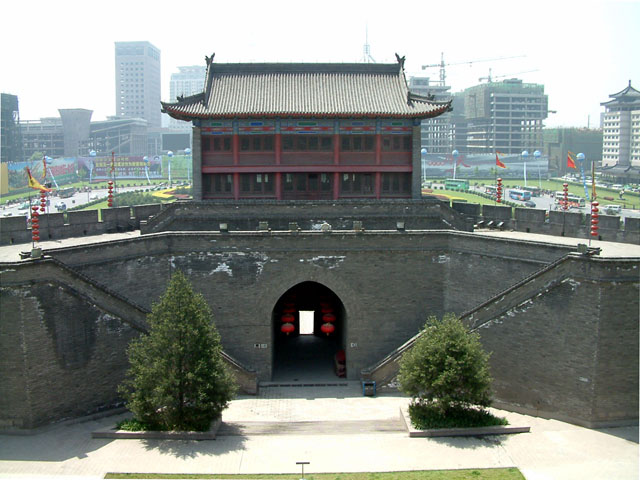
西安城の甕城
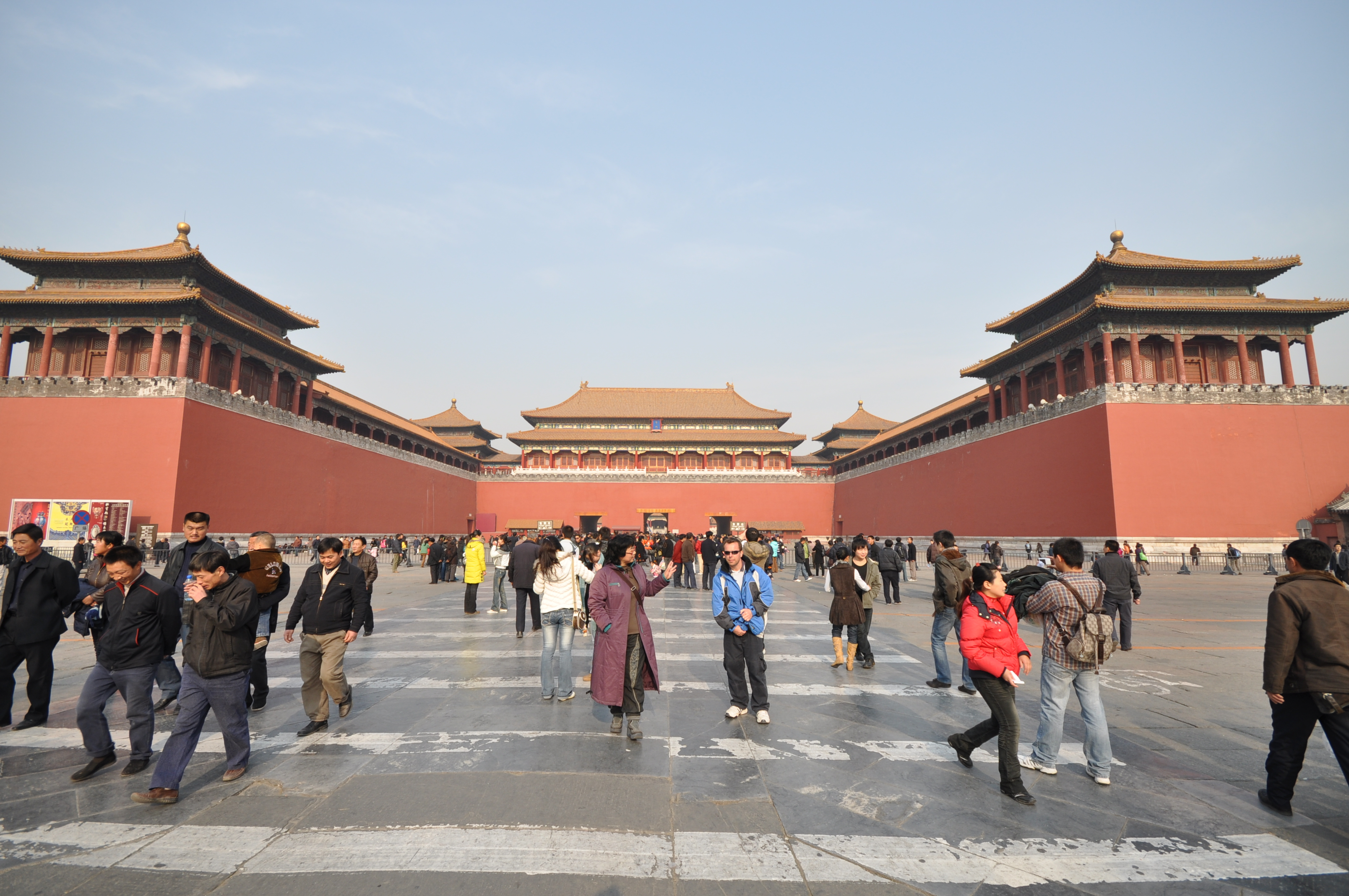
紫禁城（北京宮城）の午門。両翼前面に伸びた城闕（じょうけつ）が特徴的
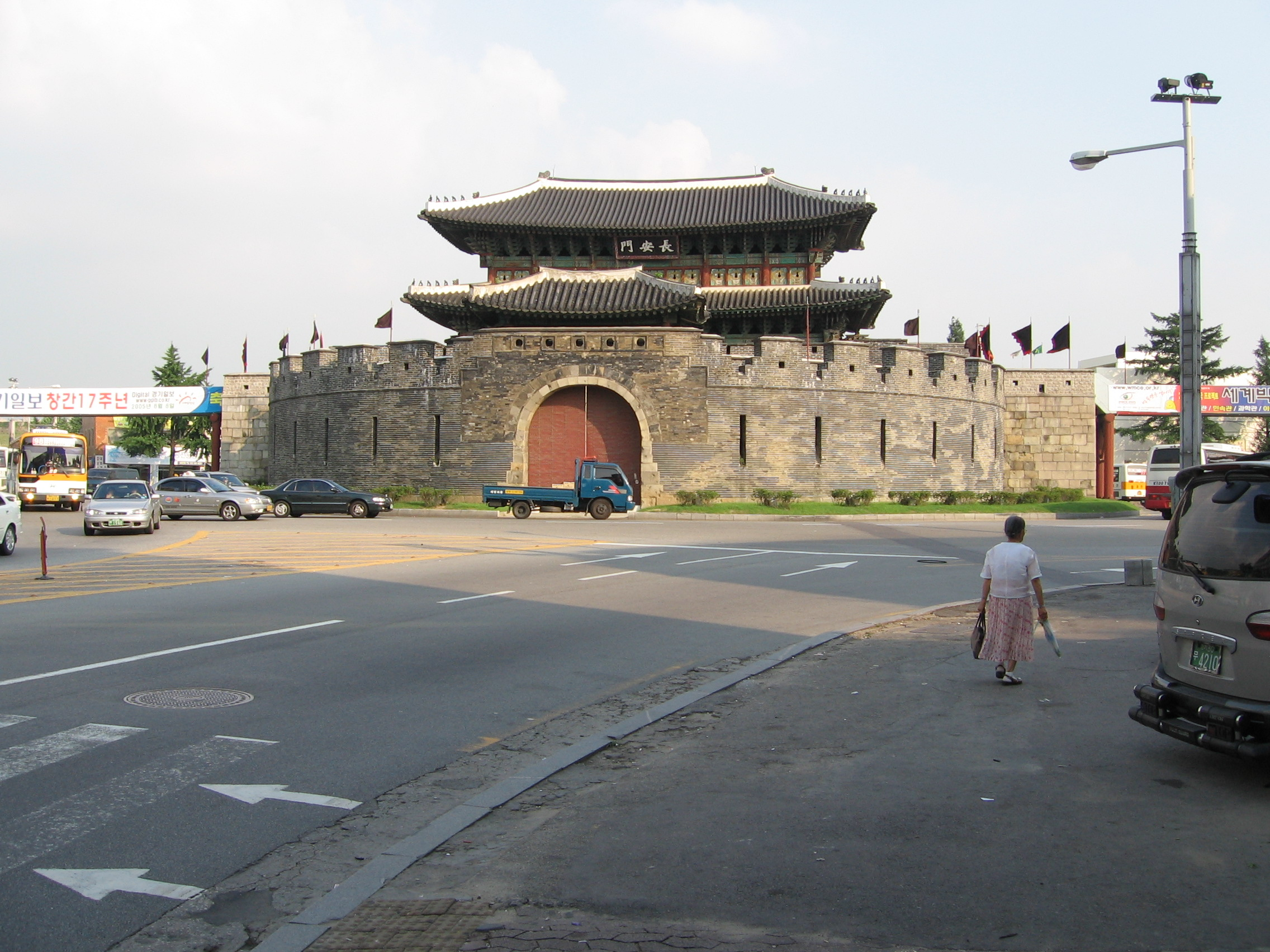
韓国の水原城甕城
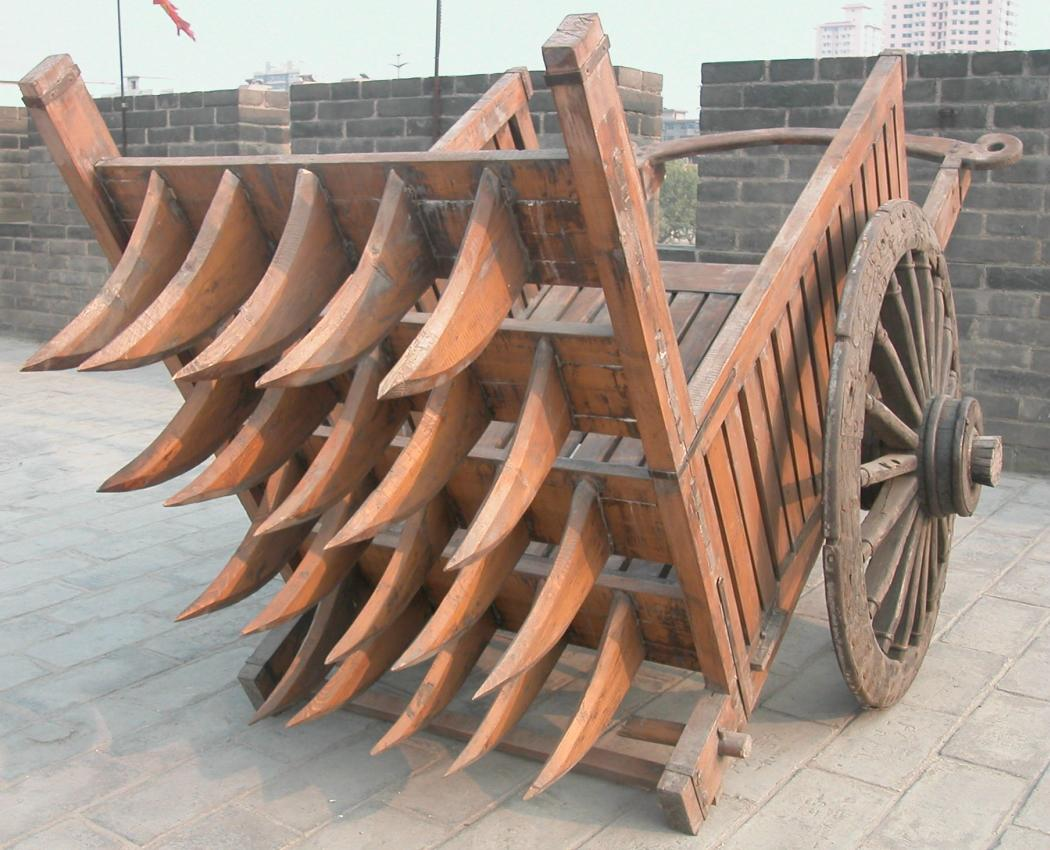
城門と同じ幅で出来ている塞门刀车（塞門刀車）。これを城門に押し込み、即席のバリケードとして隙間から槍・矢で対抗した。

## その他の各国

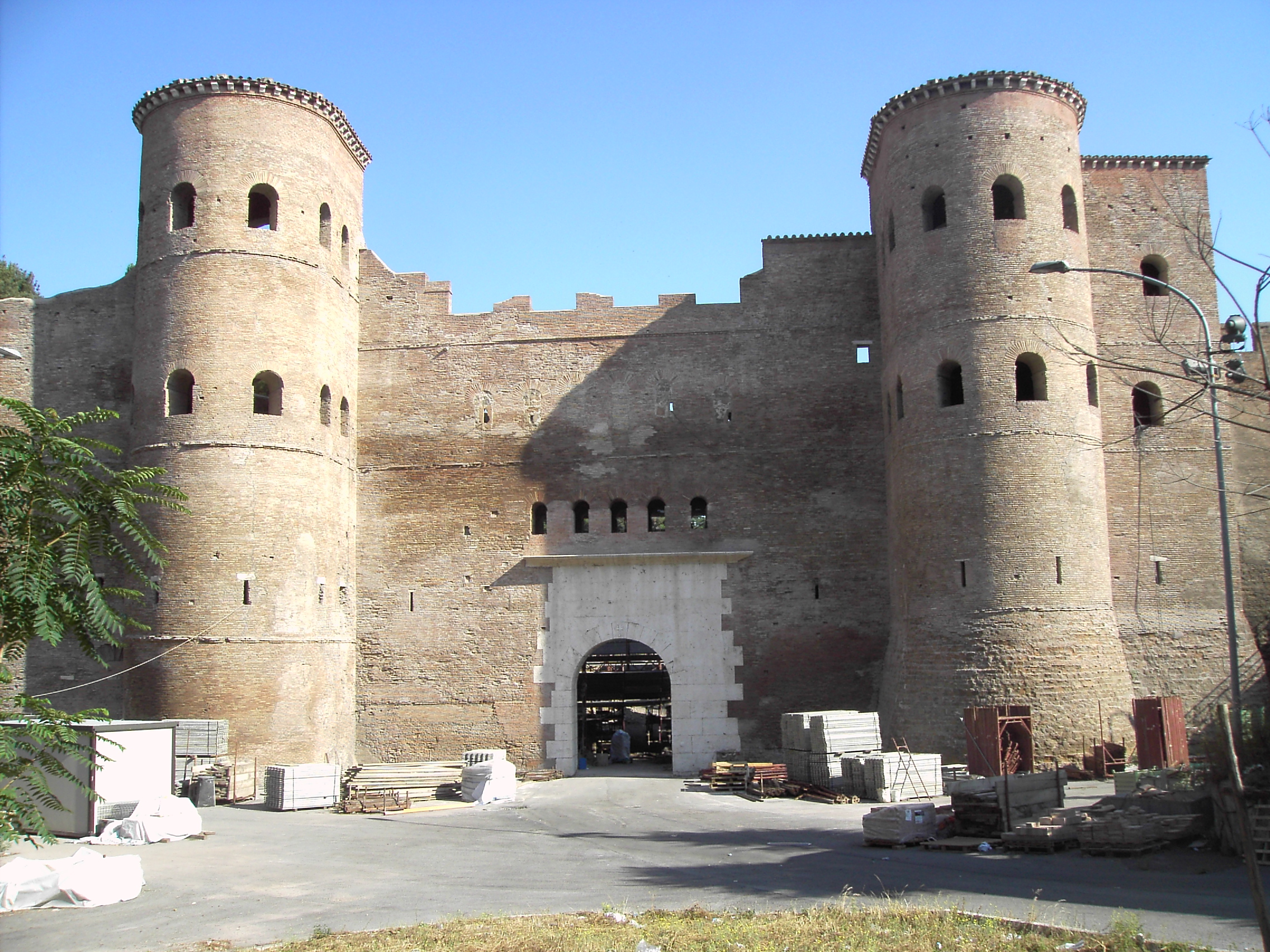
アウレリアヌス城壁の城門

ラール・キラーのラホール門

古代オリエントでは民族の興亡が激しく、都市防備の目的で日干し煉瓦などによる城壁が盛んに作られた。城門はこれらの都市城壁に設けられたので「市門」とも呼ばれる。ヒッタイトの王都ハットゥシャは周囲約6kmの城壁に囲まれ、東南には王の門、南にはスフィンクス門、西南には獅子の門といったアーチ門が設けられていた。門扉は頑丈な木製であったと推定される。古代オリエントの市門には獅子やスフィンクスなど王城を守護する目的で聖獣の彫像が置かれることが多く、実利に偏った中国の城門とは対照的であった。
古代ローマでは都市国家時代から全長8kmの城壁が7つの丘を囲み、周辺の諸都市、他民族からの侵略に備えていた。帝政期に入ると、アウレリアヌス帝の城壁に見られるような石組み、煉瓦造りのアーチ門が発達した。これらは現在でもその遺構を目にすることができる。その後、城門には塔が増築されるなどして頑強なものとなっている。
ローマ都市の影響を受けた西ヨーロッパ社会では引き続いてローマ時代の城壁や城門が使われた。10世紀以降、封建制の発展に伴って、中小規模の封建領主が各自自らの居館として城塞を建て始めるが、こういった城塞の門もまた、都市城壁の城門に倣ったものであった。西欧には諸侯同士の戦争だけでなく、イスラム教徒侵入の恐れが常時内在しており、都市の城門はより一層壁を厚く、高くしていった。
城門は石、煉瓦を積み重ねて出来ており、開口部はアーチ門の構造を取ることが多かった。門に付属して円筒形の塔 (turret) が構築され城門への寄せ手に弓や火器による攻撃を行った。門扉の他に鉄製や木製のポートカリス（Portcullis）と呼ばれる落とし格子、門外には堀が穿たれ、跳ね橋などによって外部からの侵入を退けやすくした。城門の外側に2重の城門が造られることもあり、こういった城外の小郭や門楼をバービカン (barbican) という。
これらの堅牢な城門を破るために破城槌、攻城塔などが活用されたが、中世が終わり、近代社会の到来に伴って、火砲は大きく発達を遂げ、封建諸侯の時代は終わり、政治的には絶対主義、軍事的には星形要塞など近代城郭が西欧社会に現れることとなる。

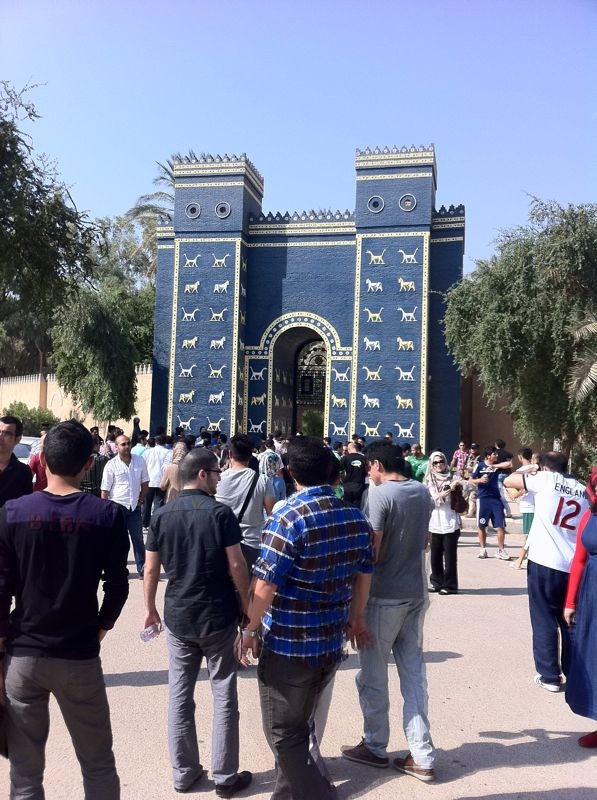
復元されたバビロンのイシュタル門（イラク）
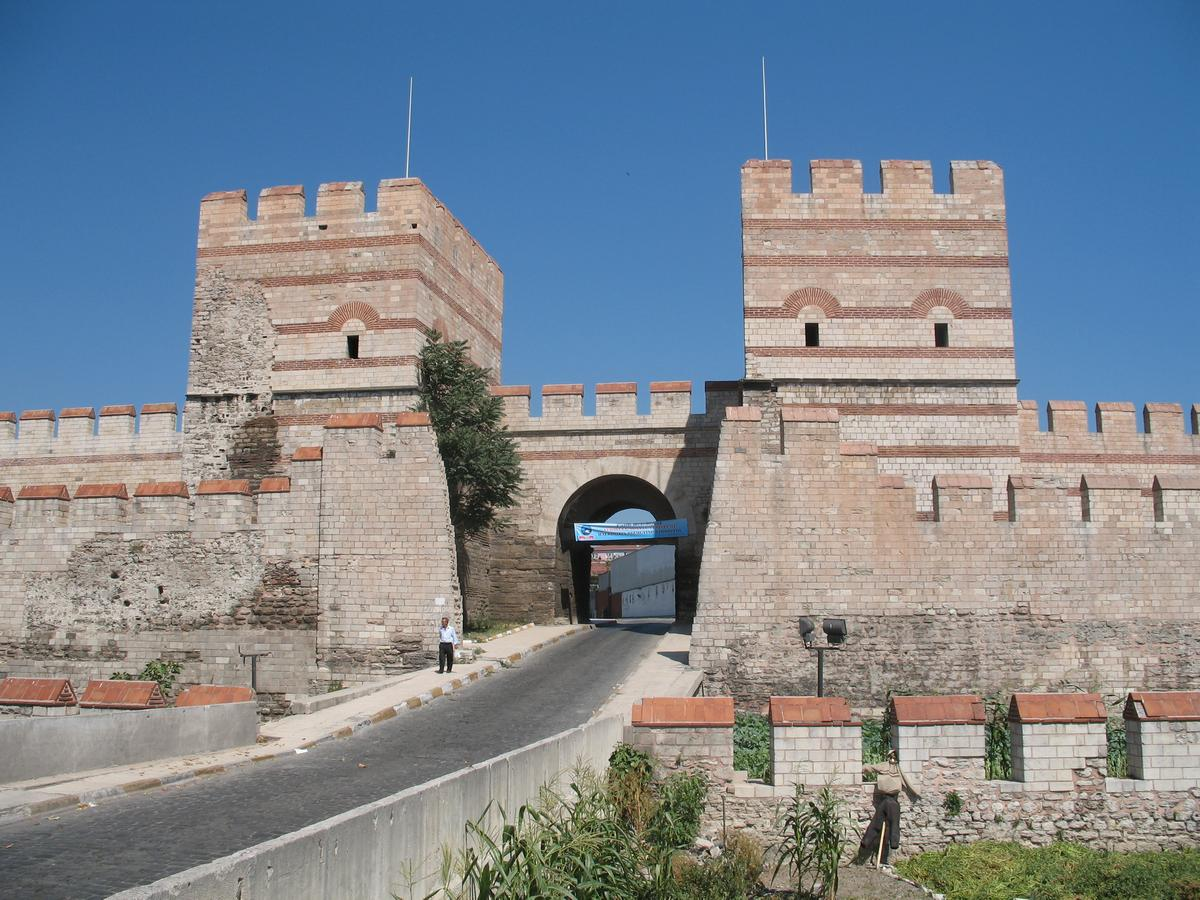
コンスタンティノープルの第二軍の門（トルコ）
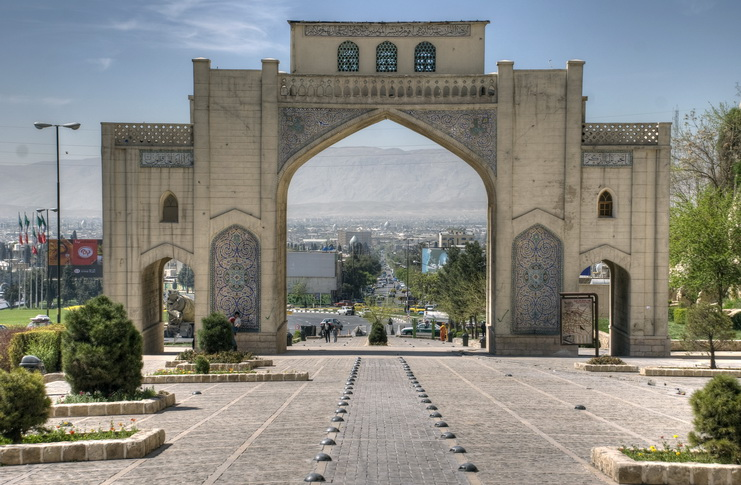
シーラーズのクルアーン門（イラン）
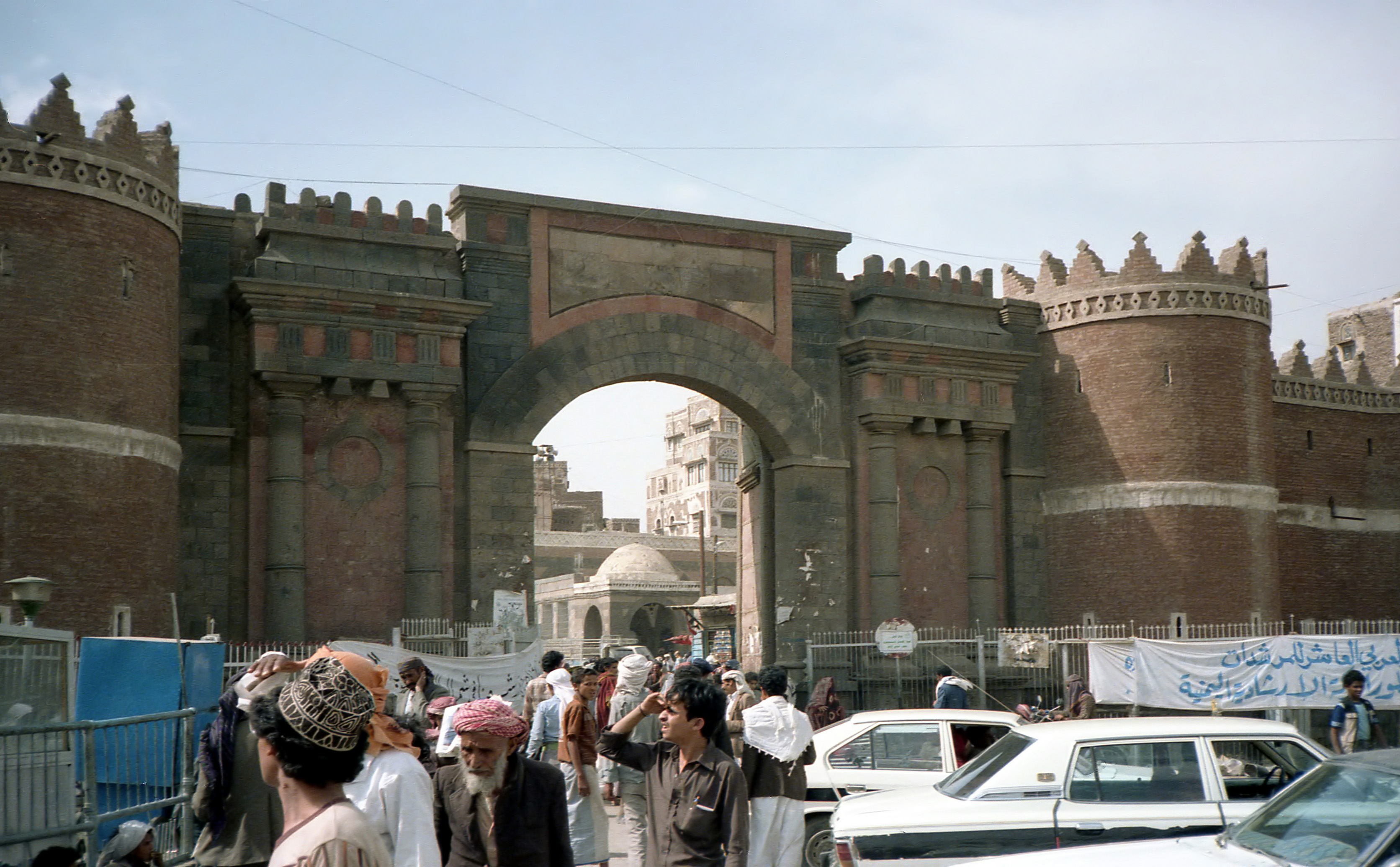
サナア城門（イエメン）
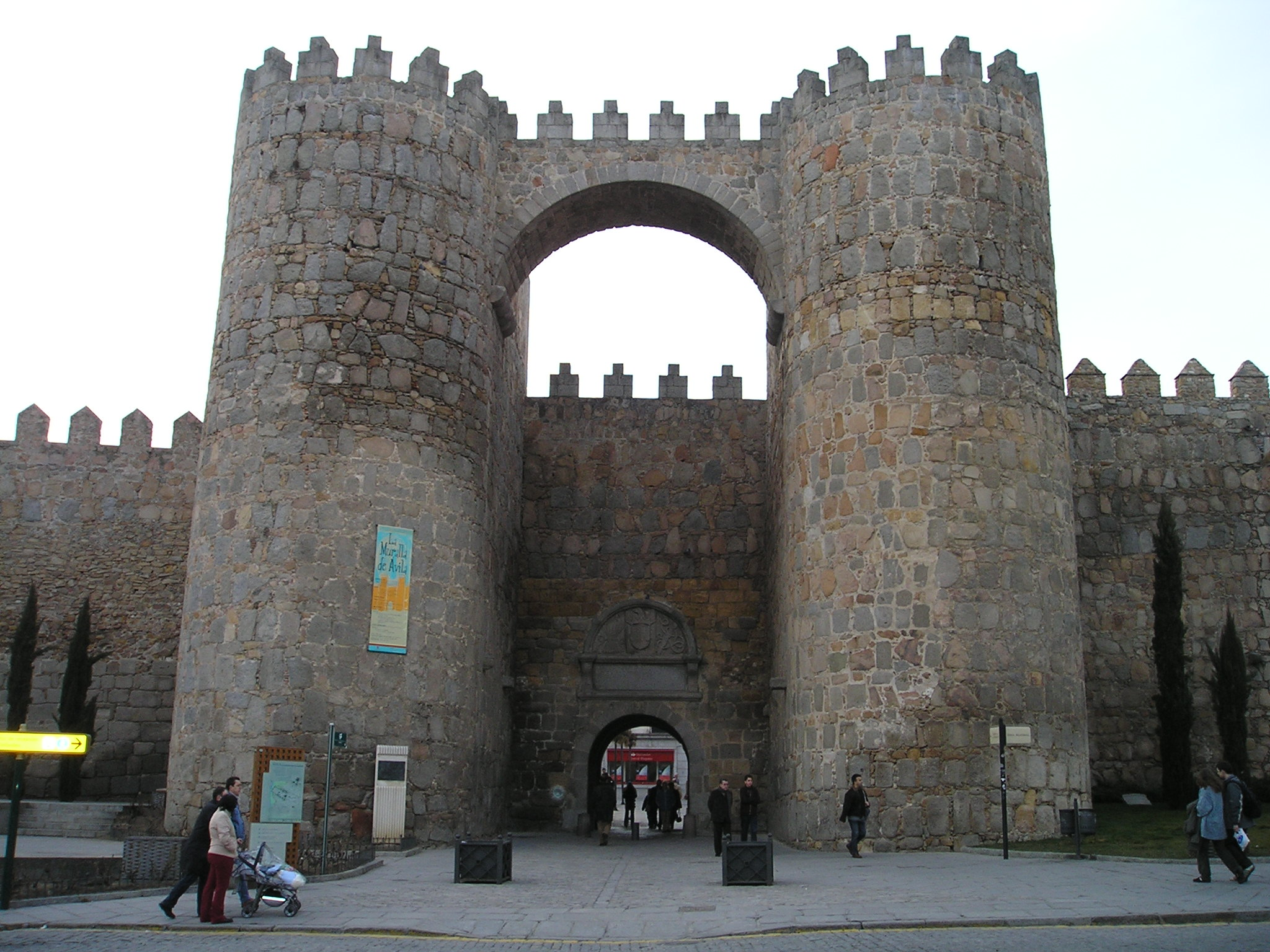
アビラ城壁のアルカサル門（スペイン）
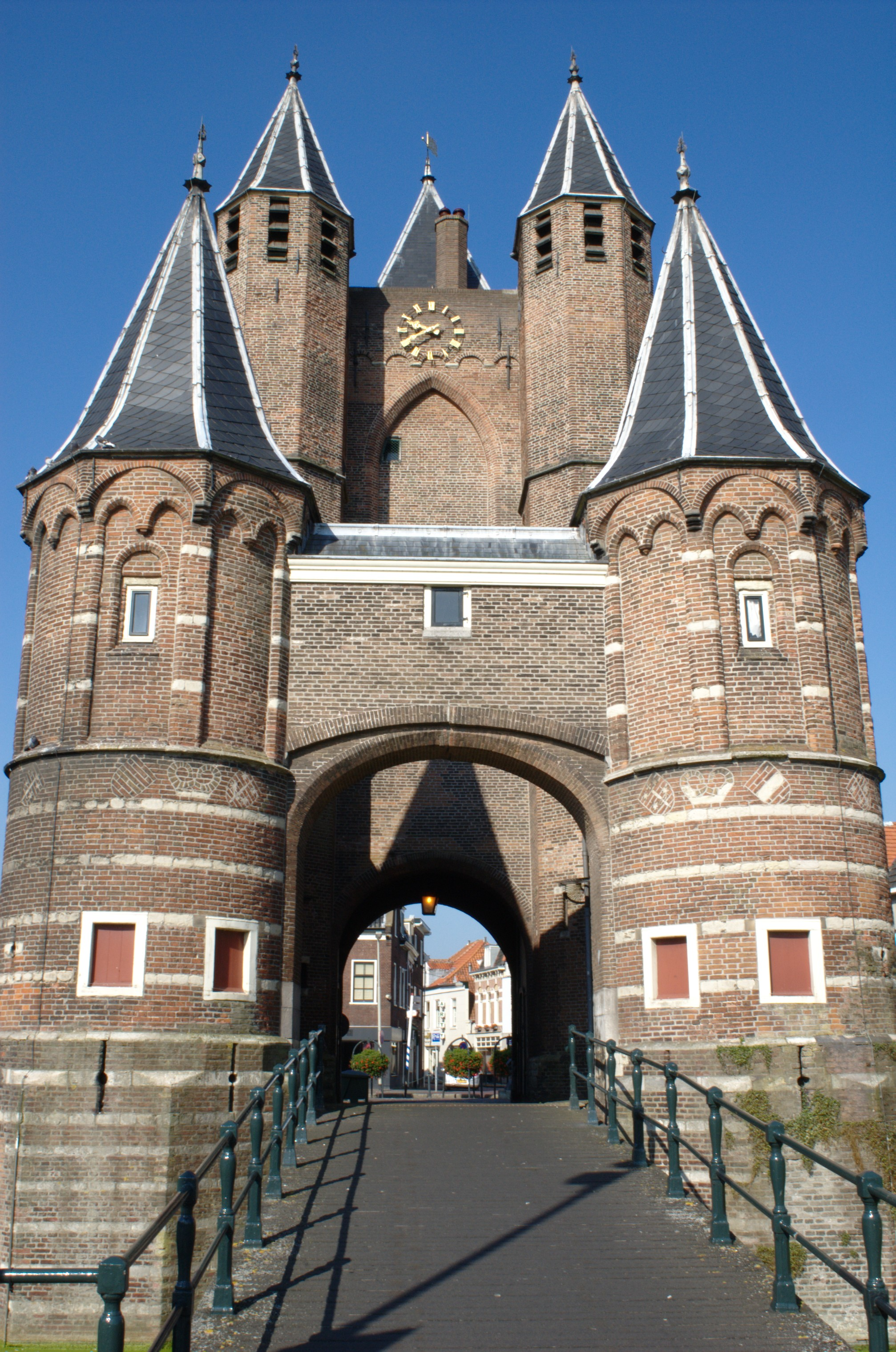
ハールレムの市門（オランダ）
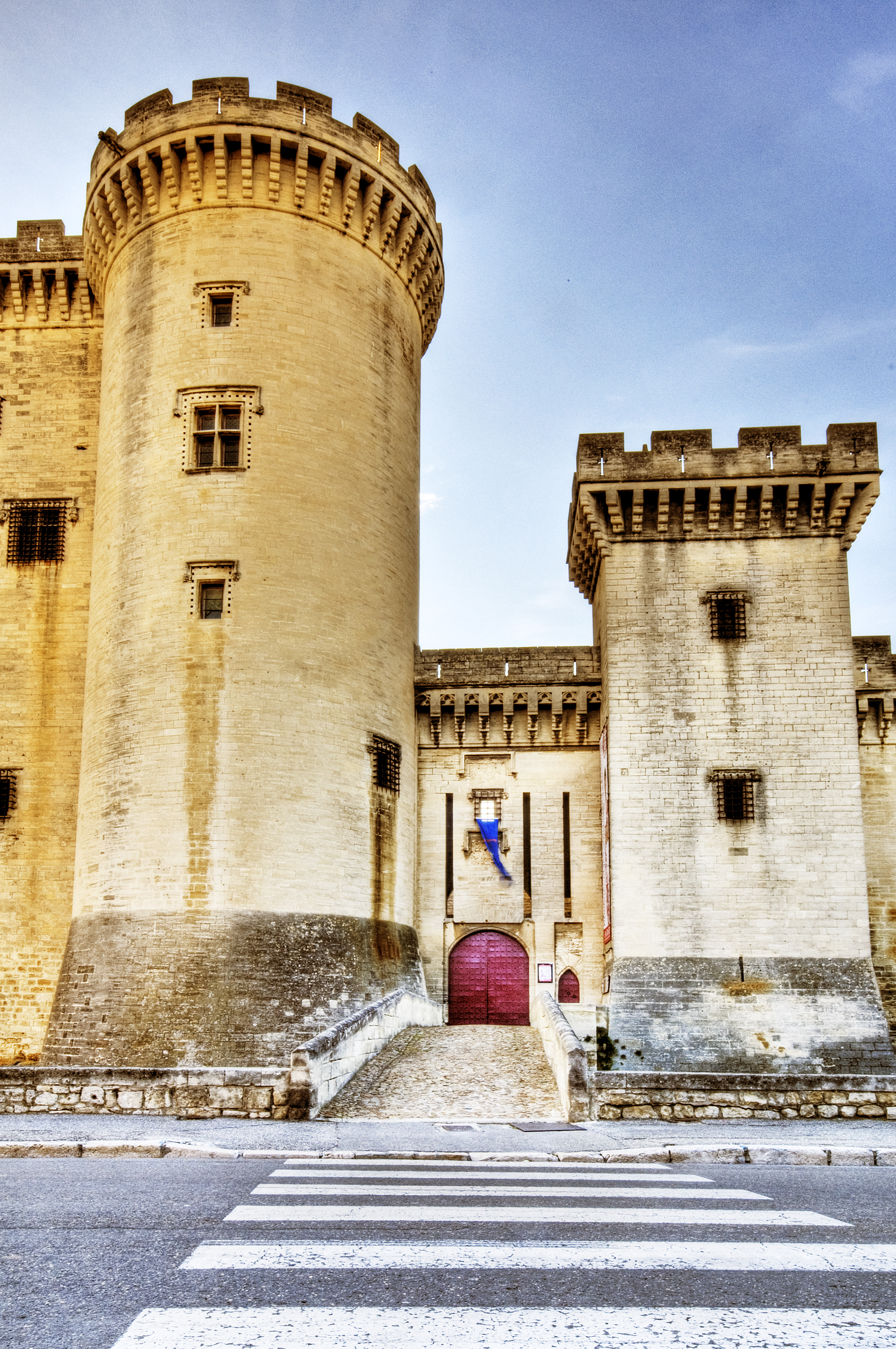
タラスコン城城門（フランス）
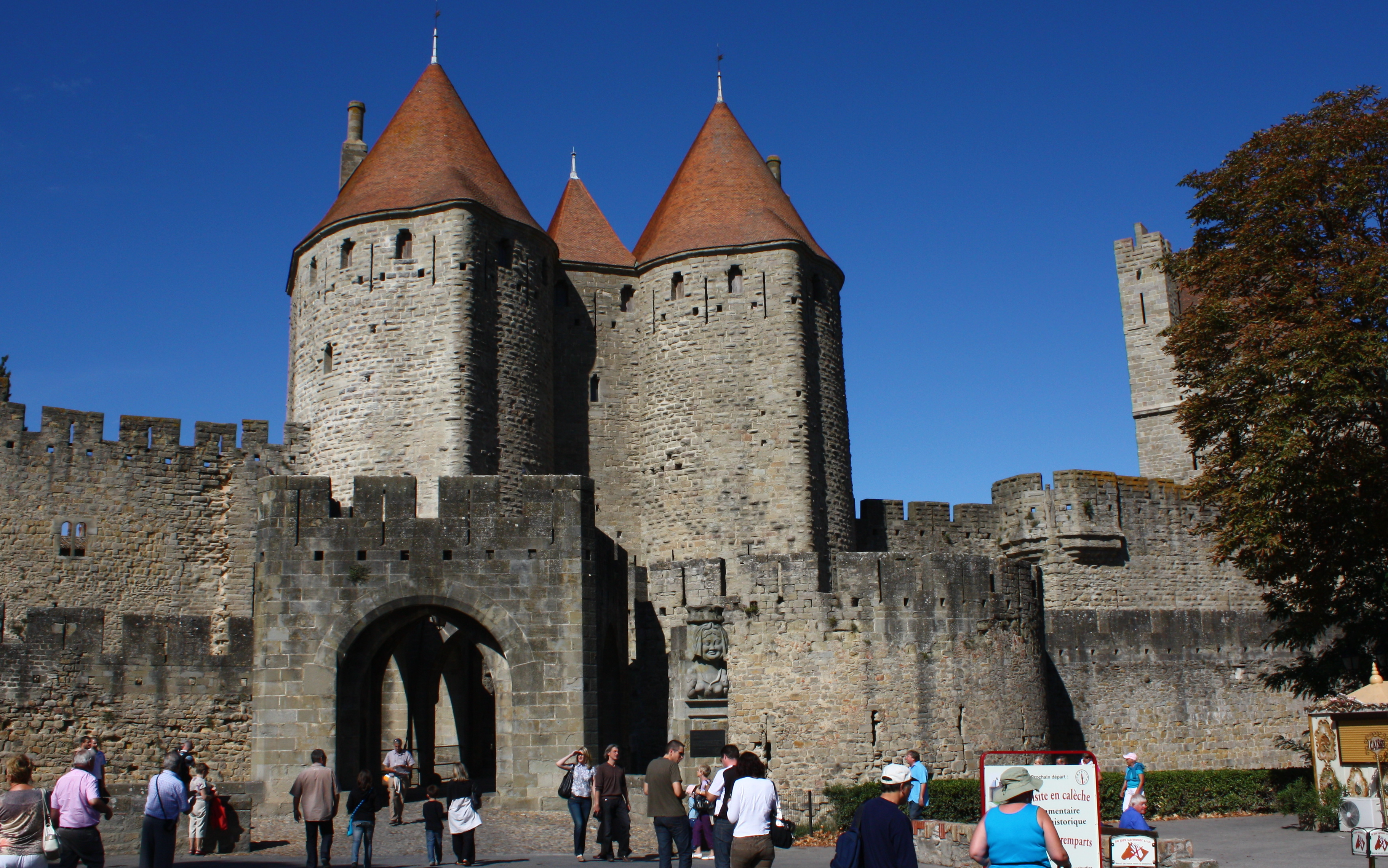
カルカソンヌ城のナルボンヌ門（フランス）
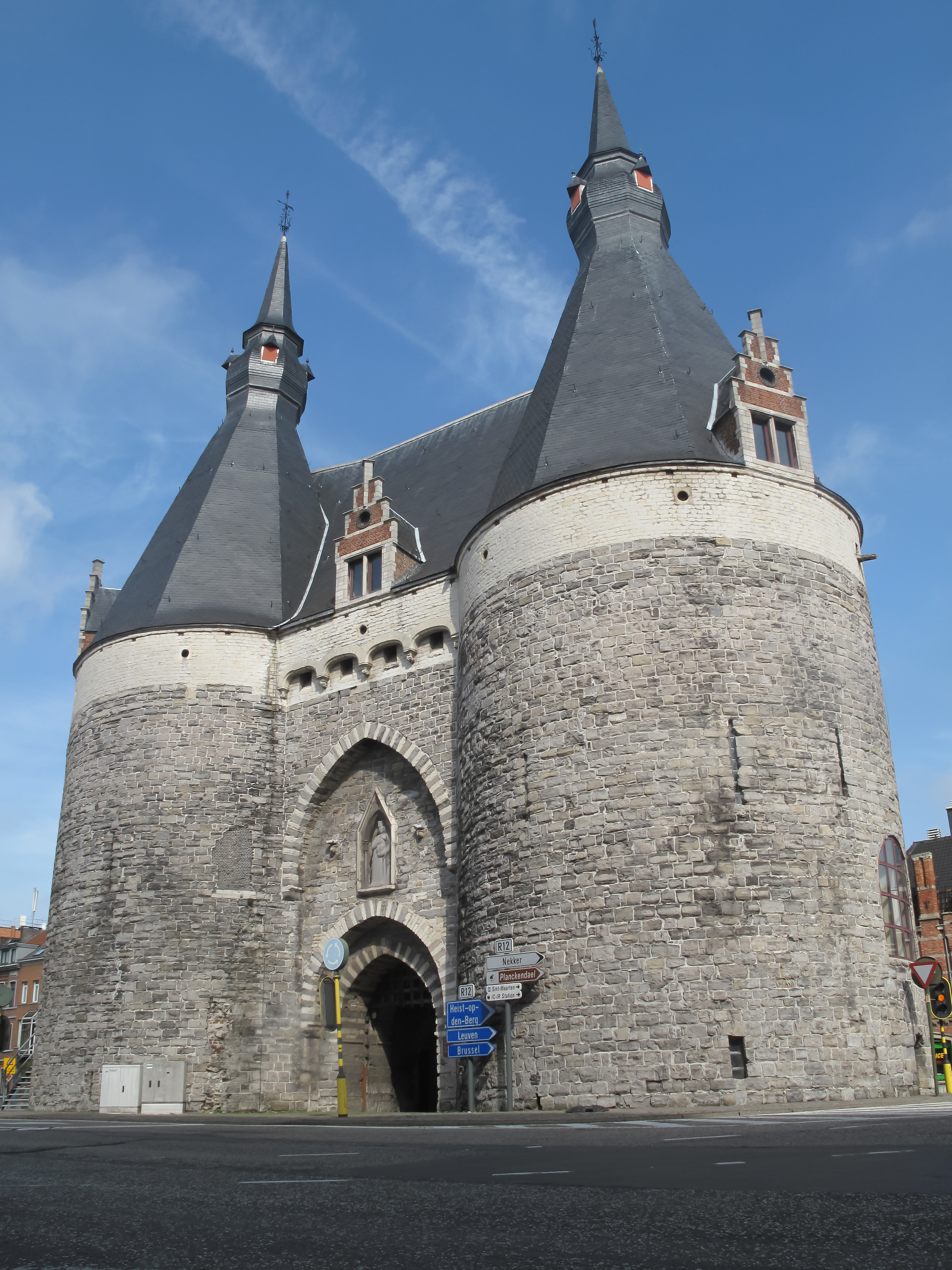
メヘレンのブリュッセル門（ベルギー）
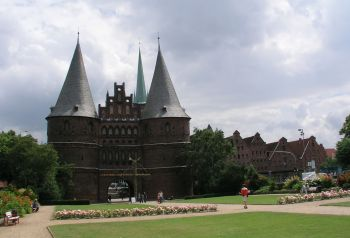
リューベックのホルステン門（ドイツ）
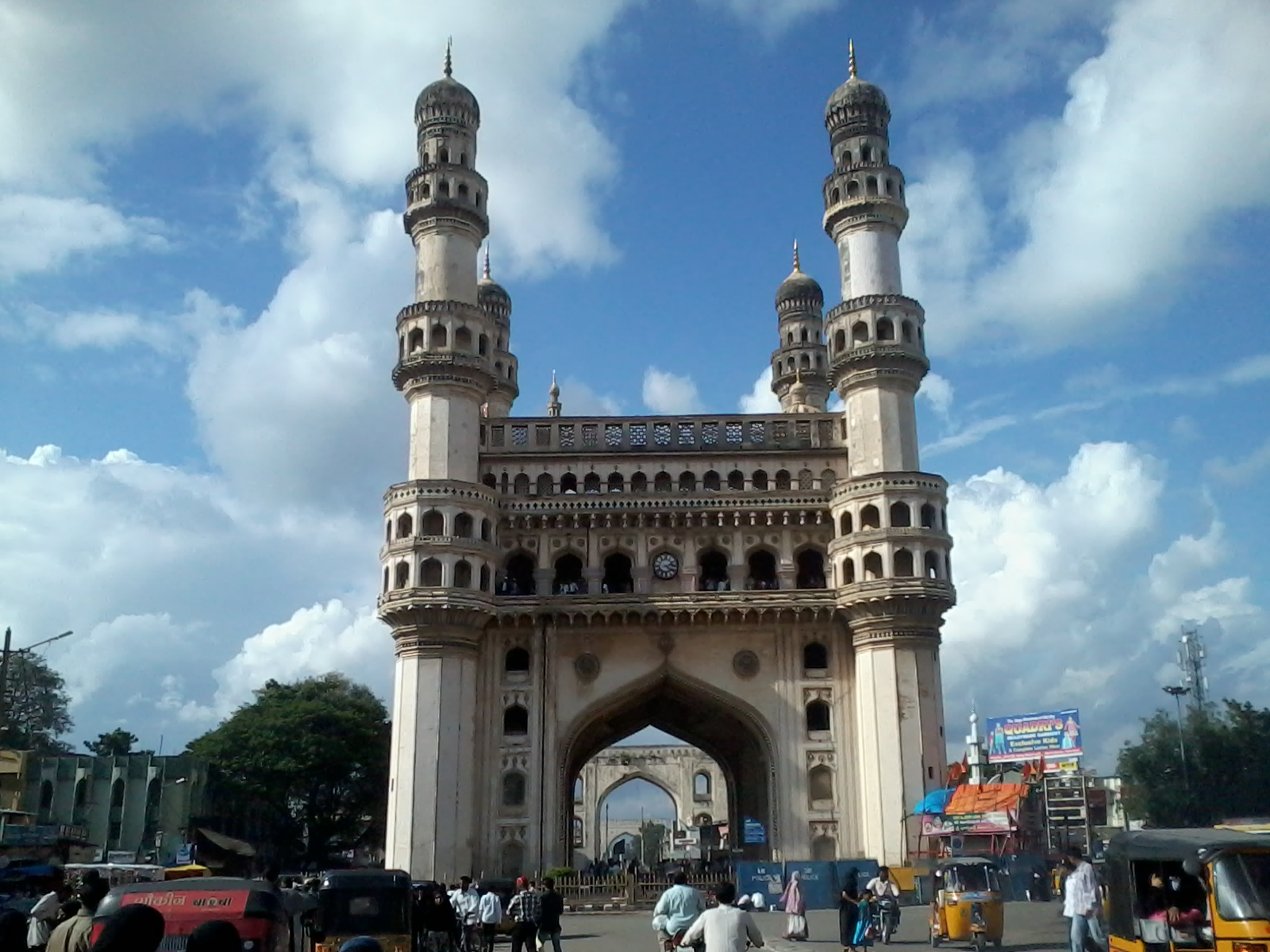
チャール･ミナール（ハイデラバード、インド）
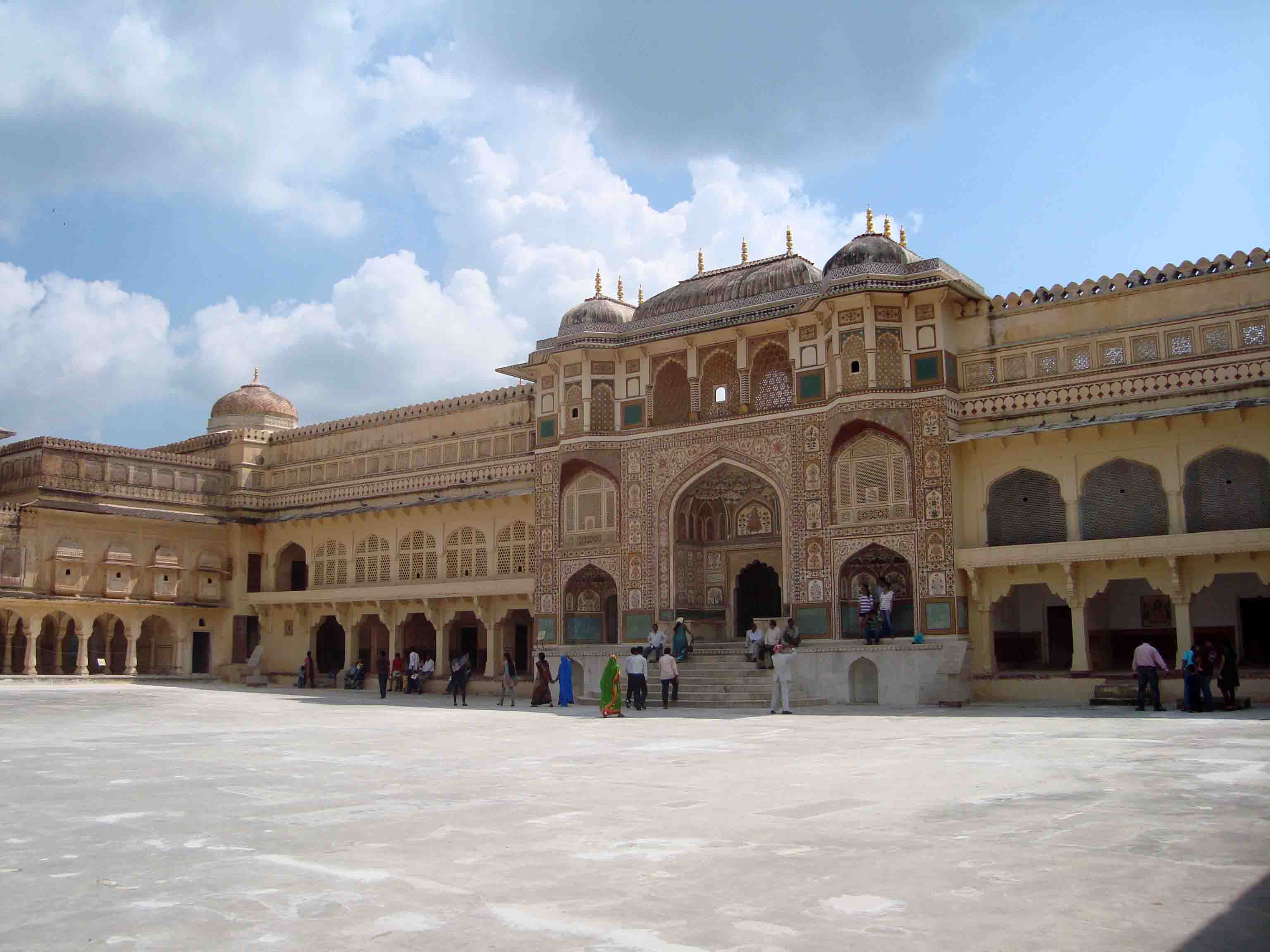
アンベール城のガネーシャ門（インド）